# Giessbach (Sitter)
Der Giessbach ist ein fast fünf Kilometer langer linker Zufluss der Sitter im Kanton St. Gallen.

## Geographie

### Verlauf
Der Giessbach entspringt 1,5 Kilometer südöstlich von Waldkirch in einem Bachgraben am Rand das Plateaus Sonnenberg.
Er fliesst auf der Nordseite des steilen Berghangs am Tannenrain in einem zunehmend tieferen, bewaldeten Tal, das Leitobel genannt wird, gegen Nordosten. Aus dem Waldgebiet fliessen ihm mehrere Seitenbäche zu. Westlich von Bernhardzell ändert das tief in die Hügellandschaft gegrabene und stellenweise durch Felswände akzentuierte Tal seine Richtung nach Norden. Bei Sonnental überquert die Strasse von Bernhardzell nach Waldkirch den Bach. An dessen Unterlauf wird das Tal nun Bisitobel genannt, weil es unterhalb der Siedlung Bisihus liegt. Kurz vor der Mündung überquert der Wanderweg von Häggenschwil zum Wallfahrtsort St. Pelagiberg, auch bekannt als Winterburgweg, den Bach auf einem Fussgängersteg.
Bei der Hofsiedlung Winterburg mündet der bis zum letzten Abschnitt von Wald gesäumte Giessbach auf der Höhe von ungefähr 505 m ü. M. von links in die Sitter.

### Einzugsgebiet
Das 4,97 km² grosse Einzugsgebiet des Giessbachs liegt im Schweizer Mittelland und wird durch ihn über die Sitter, die Thur und den Rhein zur Nordsee entwässert.
Es grenzt
- im Nordosten an das Einzugsgebiet des Hospertwisenbachs, der in die Sitter mündet;
- im Osten an das des Kirchtobelbachs, der ebenfalls in die Sitter mündet;
- im Südosten an das des Sitter-Zuflusses Tüfenbach;
- im Süden an das des Chellenbachs, der über den Dorfbach und die Glatt in die Thur entwässert;
- im Südwesten an das des Mölbachs, der über das Rüerenbächli und den Sornbach ebenfalls in die Thur entwässert;
- im Westen an das des Lauftenbachs, der in die Sitter mündet;
- im Nordwesten an das des St. Pelagibachs, der in den Lauftenbach mündet und
- ansonsten an das der Sitter direkt.

Das Einzugsgebiet besteht zu 41,4 % aus Bestockter Fläche, zu 53,8 % aus Landwirtschaftsfläche, zu 4,7 % aus Siedlungsfläche und zu 0,2 % unproduktiven Flächen.
Die Flächenverteilung
Die mittlere Höhe des Einzugsgebietes beträgt 688,2 m ü. M.

### Zuflüsse
- Loobach (links), 1,1 km
- Buchenbach (links), 2,9 km

## Hydrologie
Bei der Mündung des Giessbachs in die Sitter beträgt seine modellierte mittlere Abflussmenge (MQ) 70 l/s. Sein Abflussregimetyp ist pluvial inférieur und seine Abflussvariabilität beträgt 25.